# Луки (Тверская область)
Луки — деревня в Калязинском районе Тверской области России. Входит в состав Нерльского сельского поселения.

## География
Деревня находится в юго-восточной части Тверской области, в зоне хвойно-широколиственных лесов, при автодороге регионального значения 28К-0579 у реки Нерль, образующей здесь извилину.
Осевая доминанта — автодорога, связывающая Луки с соседней деревней Волковойна и СНТ Луки в единный населённый пункт. 

### Климат
Климат характеризуется как умеренно континентальный, с морозной снежной зимой и умеренно тёплым летом. Среднегодовая температура воздуха — 4,1 °C. Средняя температура воздуха самого холодного месяца (января) — −10 — −8,5 °C (абсолютный минимум — −48 °C), средняя температура самого тёплого (июля) — 17 °С (абсолютный максимум — 37 °С). Продолжительность периода активной вегетации растений (выше 10 °C) составляет примерно 125—130 дней. Годовое количество атмосферных осадков составляет в среднем 575—600 мм, из которых большая часть выпадает в тёплый период. Снежный покров держится в течение 135—140 дней.

## История
Первое упоминание в документах — 1578 год, когда сельцо Луки было отдано как приданое за Прасковьей Харитоновной Воронцовой её мужу Ивану Алферьевичу Болотникову. К 1856 году в деревне было 48 дворов и 244 жителя.

## Население
| 1859 | 1888 | 2002 | 2010 |
| ---- | ---- | ---- | ---- |
| 419  | ↗478 | ↘24  | ↘14  |

### Национальный состав
Согласно результатам переписи 2002 года, в национальной структуре населения русские составляли 96 % из 24 чел.

## Инфраструктура
Личное подсобное хозяйство с зоной сельскохозяйственного использования, индивидуальная застройка усадебного типа.
Основа экономики — сельское хозяйство. Имеется фельдшерский пункт, частные фермы по производству мясо-молочных продуктов, продуктовый магазин «Светлячок». Рядом с деревней также располагается свиноферема «Тимирязево».

## Транспорт
Деревня располагается на 134 километре Новоуглического шоссе (Р104). Остановка общественного транспорта «Луки».